# Štefan Kocán
Štefan Kocán (* 17. listopadu 1972 Trnava) je slovenský operní pěvec-basista.

## Životopis

### Studium
Již jako dítě navštěvoval Lidovou školu umění v Trnavě a učil se hře na klavír. V letech 1987–1993 studoval zpěv na Konzervatoři v Bratislavě. Od roku 1993 do roku 1998 studoval zpěv na Vysoké škole múzických umění v Bratislavě a v letech 1998 až 2002 u prof. Jevgenije Nesterenka na Konzervatoři ve Vídni.

### Profesní kariéra
Po studiích byl angažován jako sólista v operním souboru Landestheater v rakouském Linci, kde setrval čtyři roky. V letech 2006–2008 byl členem souboru opery v Theater Basel ve Švýcarsku.
V letech 2004–2010 hostoval ve Staatsoper ve Vídni. Od roku 2009 pravidelně hostuje v Metropolitní opeře v New Yorku.
Hostoval také např. v milánské La Scale, v mnichovské Bavorské státní opeře, v londýnské Královské opeře Covent Garden, ve Vlámské opeře v Antverpách, v Teatro del Liceu v Barceloně, Teatro Municipal de Santiago de Chile, ve Slovenském Národním divadle, ve Státní opeře v Banské Bystrici, v Jihočeském divadle v Českých Budějovicích aj.
Je stálým hostem v Národním divadle v Praze.

### Operní repertoár
Ve svém repertoáru má řadu významných rolí v operách světových i českých autorů, např.
- Giuseppe Verdi: opera: Attila (role: Attila), Aida (Ramfis), Don Carlos (Filippo II, Velký inkvizitor), Macbeth (Banco), Rigoletto (Sparafucille), Nabucco (Zaccaria) aj.
- W. A. Mozart: Kouzelná flétna (Sarastro), Don Giovanni (Don Giovanni, Leporello, Komtur), aj.
- Vincenzo Bellini: Norma (Oroveso), aj.
- Bedřich Smetana: Prodaná nevěsta (Kecal)
- Richard Wagner: Lohengrin (Král Jindřich Ptáčník), Parsifal (Gurnemanz), aj.
- Arrigo Boito: Mefistofeles (Mefistofeles)
- Antonín Dvořák: Rusalka (Vodník)
- Petr Iljič Čajkovskij: Evžen Oněgin (Gremin), Jolanta (Král René)
- Modest Petrovič Musorgskij: Boris Godunov (Boris Godunov, Pimen, Varlaam)
- aj.

### Koncertní činnost
Pravidelně vystupuje na koncertech a operních gala představeních. V repertoáru má mj. Dvořákovy Biblické písně, Cikánské písně, Requiem, Stabat Mater aj.
V roce 2016 natočil CD „Songs of love and death“.
Hraje na klavír a na varhany.

## Ocenění
- 2015 Cena ministra kultury Slovenské republiky za šíření dobrého jména slovenského umění v zahraničí[5]

## Provedení operních rolí, výběr
- 2002 Giuseppe Verdi: Don Carlos, Filippo II., Landestheater Linz
- Charles Gounod: Faust, Mefistofeles, Landestheater Linz
- W. A. Mozart: Únos se serailu, Osmin, Landestheater Linz
- W. A. Mozart: Kouzelná flétna, Sarastro, Landestheater Linz
- Giuseppe Verdi: Macbeth, Banco, Landestheater Linz
- Sergej Prokofjev: Láska ke třem pomerančům, Král, Landestheater Linz
- Giuseppe Verdi: Don Carlos, Velký inkvizitor, Wiener Staatsoper
- 2008 Bedřich Smetana: Prodaná nevěsta, Mícha, Palais Garnier Paris, režie Gilbert Deflo
- 2009 Giuseppe Verdi: Aida, Král (j. h.), The Metropolitan Opera New York
- 2009 Antonín Dvořák: Rusalka, Vodník (j. h.), Národní divadlo, režie Jiří Heřman
- 2011 W. A. Mozart: Don Giovanni, Masetto, La Scala v Miláně
- 2012 Giuseppe Verdi: Macbeth, Banco, La Scala v Miláně
- 2012 Giuseppe Verdi: Aida, Ramfis, Hollywood Bowl, Los Angeles
- 2012 Giuseppe Verdi: Attila, Attila, Teatro Municipal de Santiago di Chile
- 2013 Giuseppe Verdi: Don Carlos, Filippo II., La Scala v Miláně
- 2013 Giuseppe Verdi: Don Carlos, Filippo II. (j. h.), Státní opera, režie Manfred Schweigkofler
- 2014 Antonín Dvořák: Rusalka, Vodník, Český Krumlov (Otáčivé hlediště), režie Jiří Heřman
- 2015 Arrigo Boito: Mefistofeles, titul. role (j. h.), Státní opera, režie Ivan Krejčí, dirigent Marco Guidarini
- 2015 Giuseppe Verdi: Rigoletto: Sparafucile, The Metropolitan Opera New York
- 2016 W. A. Mozart: Don Giovanni, Komtur, The Metropolitan Opera New York
- 2016 W. A. Mozart: Don Giovanni, Leporello, Slovenské národní divadlo
- 2017 Giuseppe Verdi: Rigoletto, Sparafucile, The Metropolitan Opera New York
- 2017 Petr Iljič Čajkovskij: Evžen Oněgin, Gremin, The Metropolitan Opera New York
- 2018 Richard Wagner: Parsifal, Gurnemanz, Opera Vlaanderen, Antwerpen